# Nasenbären
Die Nasenbären (Nasua) oder Rüsselbären sind eine in Nord- und Südamerika verbreitete Gattung der Kleinbären (Procyonidae). Sie sind nach ihrer rüsselartig verlängerten Schnauze mit beweglicher Nase benannt. Der Gattungsname bezieht sich auf das lateinische Wort für Nase „nasus“. Der in anderen Ländern gebräuchliche, aus der indianischen Tupí- oder Guaraní-Sprache übernommene Name der Nasenbären lautet Coati, Koati oder Quati (Brasilien) von cua, Gürtel und tim, Nase.

## Merkmale
Nasenbären erreichen Kopf-Rumpf-Längen von 43 bis 70 cm. Der abwechselnd gelb und braun gebänderte Schwanz ist mit 42 bis 68 cm etwa ebenso lang. Ihre Schulterhöhe wird mit bis zu 30,5 cm, ihr Gewicht mit 3,5 bis 6 kg angegeben. Die Vorderbeine sind kurz, die Hinterbeine lang. Gewöhnlich sind die Männchen größer als die Weibchen. Der Nelson-Nasenbär ist relativ klein, seine Größe überlappt sich aber mit der der Festlandpopulationen.
Die Behaarung des Nelson-Nasenbärs ist kurz, recht weich und seidig. Bei anderen Populationen beider Arten ist das Haar länger und etwas rau. Die dorsale Fellfarbe ist variabel von einem hellen braun bis zu rötlich und schwarz. Unterseits reicht die Fellfarbe von gelblich bis dunkelbraun. Schnauze, Kinn und Kehle sind gewöhnlich weiß, die Füße schwarz. Die Schulterregion adulter Männchen kann gelbe oder weiße Haare zeigen. Die Augen sind von einer rötlichen bis braunen Maske umgeben, das Gesicht schwarz und weiß gefleckt. Die Schnauze des Südamerikanischen Nasenbären variiert von grau bis braun, ist jedoch nie wie beim Weißrüssel-Nasenbären und dem Nelson-Nasenbären weiß.
Die Ohren sind kurz, die lange Schnauze an der Spitze sehr beweglich. Die Arten unterscheiden sich durch eine Reihe von Schädelmerkmalen. Die einfachste Unterscheidung kann am Gaumen erfolgen: Bei Nasua nasua ist er flach, bei Nasua narica entlang der Mittellinie niedergedrückt.

## Verbreitung und Lebensraum
Nasenbären leben auf dem amerikanischen Kontinent, vom Südwesten der USA bis Argentinien. In den Llanos Venezuelas sind sie anscheinend nicht verbreitet.
Was ihr Habitat angeht, sind sie nicht wählerisch, am häufigsten leben sie allerdings in Wäldern. Man findet sie sowohl in immergrünen tropischen Regenwäldern, als auch in trockenen, laubabwerfenden Wäldern.

## Lebensweise

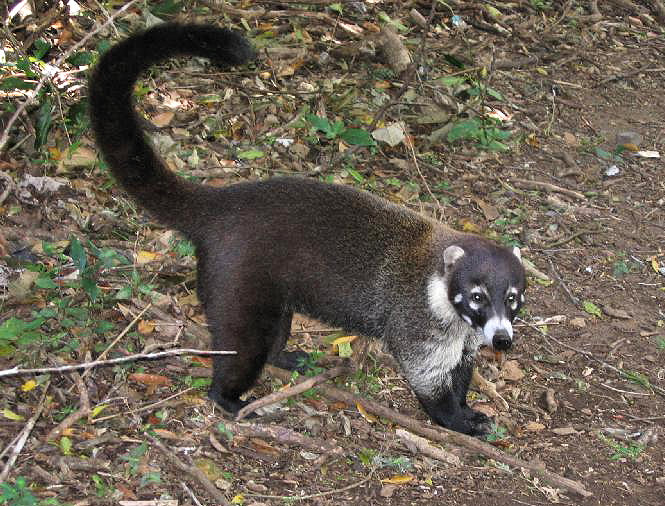
Weißrüssel-Nasenbär (Nasua narica)

Adulte Männchen sind oft in der Nacht aktiv, hauptsächlich sind Nasenbären aber am Tage rege. Sie sind Allesfresser, die ihre Nahrung in den Bäumen und am Boden suchen. Wenn sie am Boden unterwegs sind, tragen sie den Schwanz, mit Ausnahme der gekringelten Spitze, meist aufrecht. Mit ihrer beweglichen, empfindlichen Schnauze durchsuchen sie den Boden, Spalten und Hohlräume. Wenn reichlich Früchte vorhanden sind, ernähren sie sich bevorzugt von diesen. Ansonsten dienen den Weibchen und den Jungen Wirbellose, den Männchen auch größere Nagetiere als Nahrung. Bei der Nahrungssuche bewegen sie sich 1.500 bis 2.000 m am Tag, zur Nacht kehren sie gewöhnlich zu ihren Schlafbäumen zurück.
Das Sozialverhalten der Weißrüssel-Nasenbären ist gut untersucht, die Südamerikanischen Nasenbären verhalten sich anscheinend ähnlich. Weibchen und Jungtiere leben in Gruppen von bis zu 20 Tieren, Männchen werden durch aggressives Verhalten der Weibchen, manchmal unterstützt von den Jungen, ausgeschlossen. Fälle vom Zusammenleben einer Weibchen-Gruppe mit Männchen und ein nicht agonistisches Zusammenleben zweier Männchen wurden allerdings berichtet. Während des Zusammenlebens in der Paarungszeit ordnen sich die Männchen den Weibchen unter. Während der Paarungszeit sind die meisten Früchte verfügbar. Im Rest des Jahres ernähren sich die Männchen karnivor und könnten versuchen, junge Nasenbären zu erbeuten, was den Fortbestand der Gruppe gefährden könnte.
Die Paarungszeit dauert zwei bis vier Wochen. Nach einer Tragzeit von 10 bis 11 Wochen kommen in einem Baumnest zwei bis sieben Junge zur Welt. Die Jungen wiegen bei der Geburt 100 bis 180 g und öffnen nach 11 Tagen die Augen. Nach fünf Wochen verlassen sie das Nest und schließen sich mit ihrer Mutter der Gruppe an. Die Jungen werden vier Monate gesäugt, erreichen die Erwachsenengröße nach 15 Monaten und die Geschlechtsreife nach zwei Jahren.

## Die Arten
Es werden drei bis vier Arten unterschieden:
- der Südamerikanische Nasenbär (Nasua nasua) – Kolumbien bis nördliches Argentinien und Uruguay.[3]
- der Weißrüssel-Nasenbär (Nasua narica) – Arizona bis zum Golf von Urabá im nordwestlichen Kolumbien.[3]
- der Nelson-Nasenbär (Nasua nelsoni) – Insel Cozumel. Artstatus umstritten, wird auch als Unterart des Weißrüssel-Nasenbären angesehen (Nasua narica nelsoni).[5]
- der Bergnasenbär (Nasua olivacea) – Bergwälder der nördlichen Anden. Wurde lange Zeit in einer eigenen Gattung, Nasuella, geführt.[6]

## Bilder

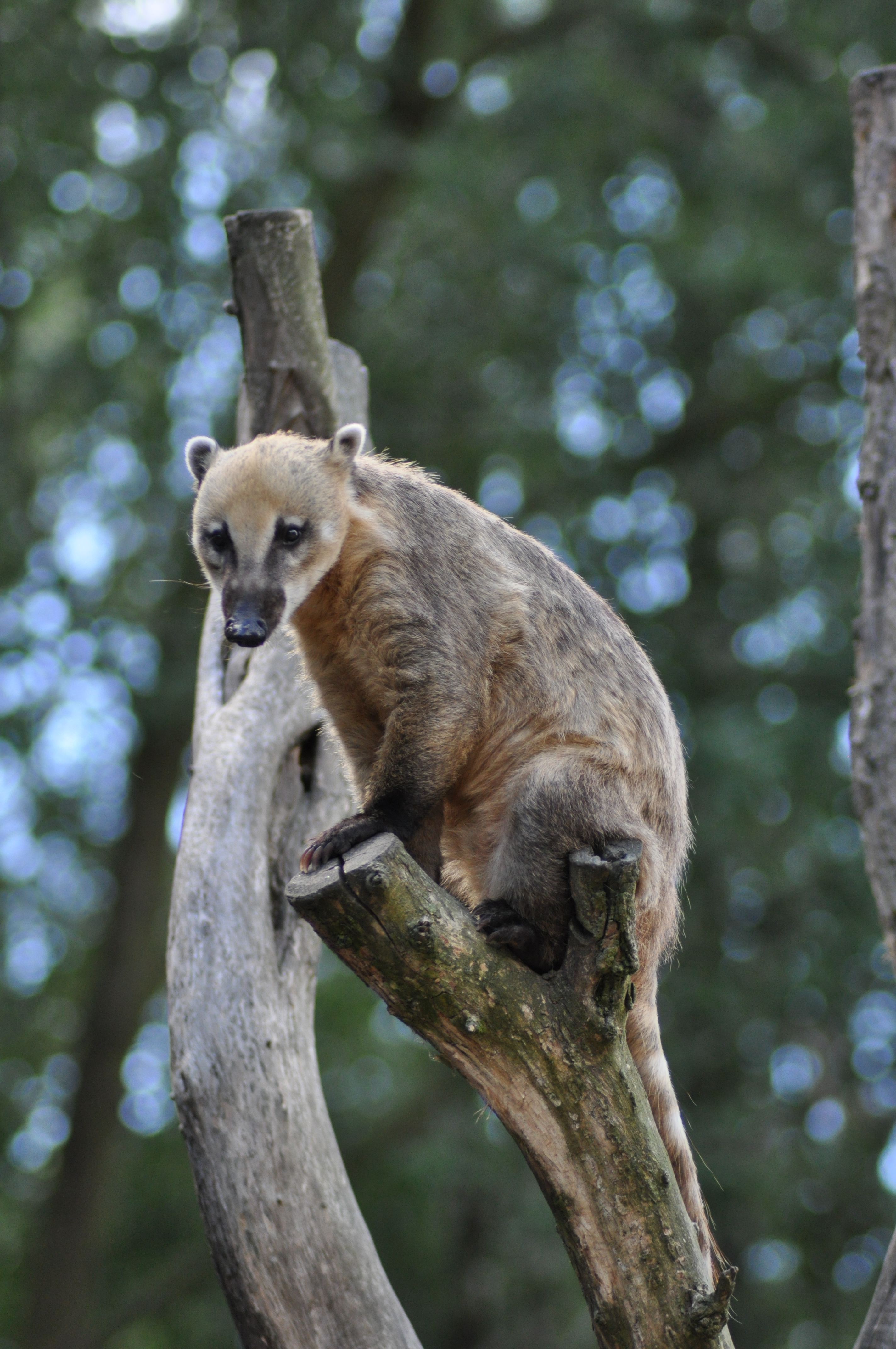
Nasenbär im Wildpark Lüneburger Heide
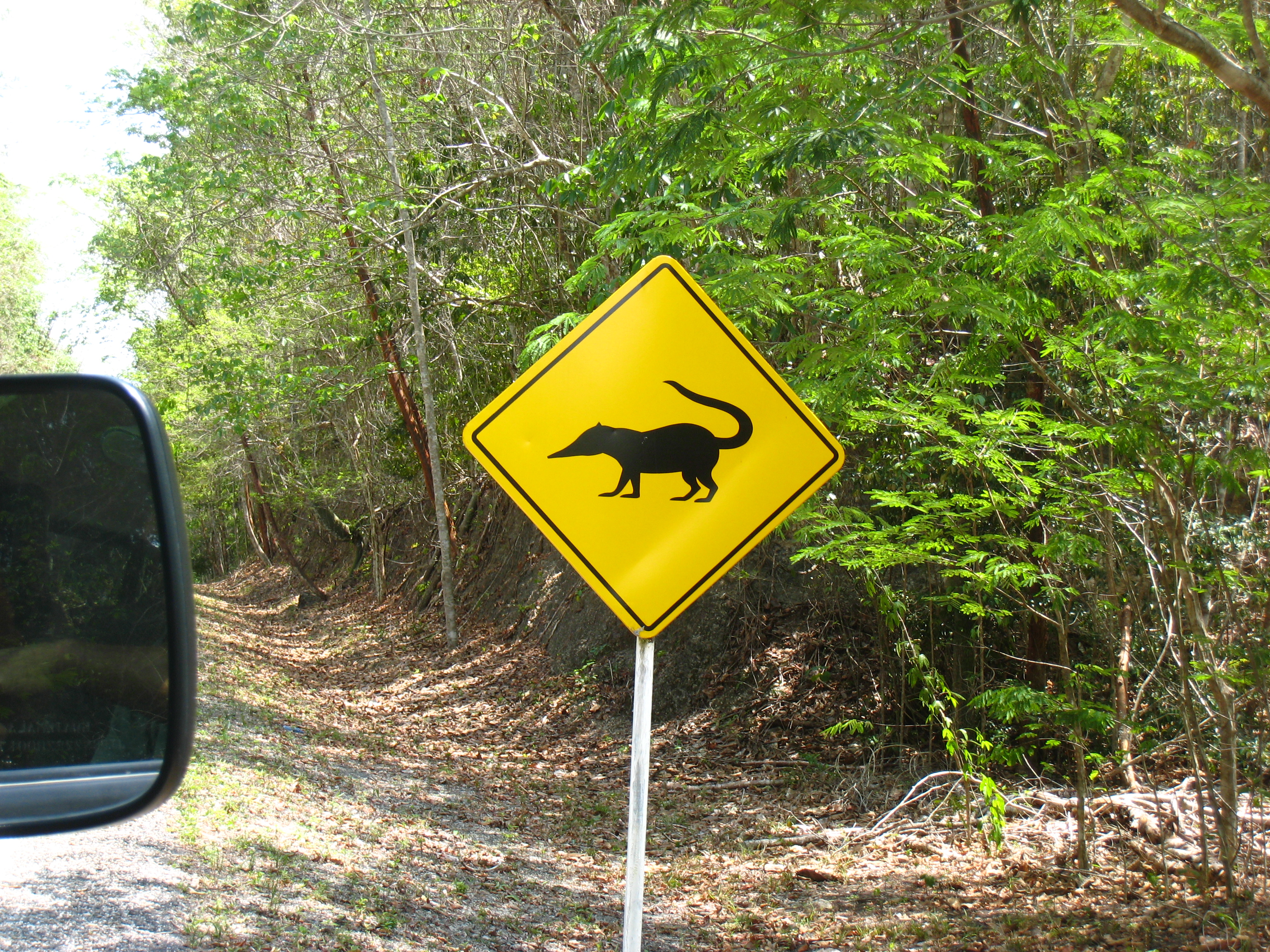
Ein Nasenbär-Warnschild in Guatemala
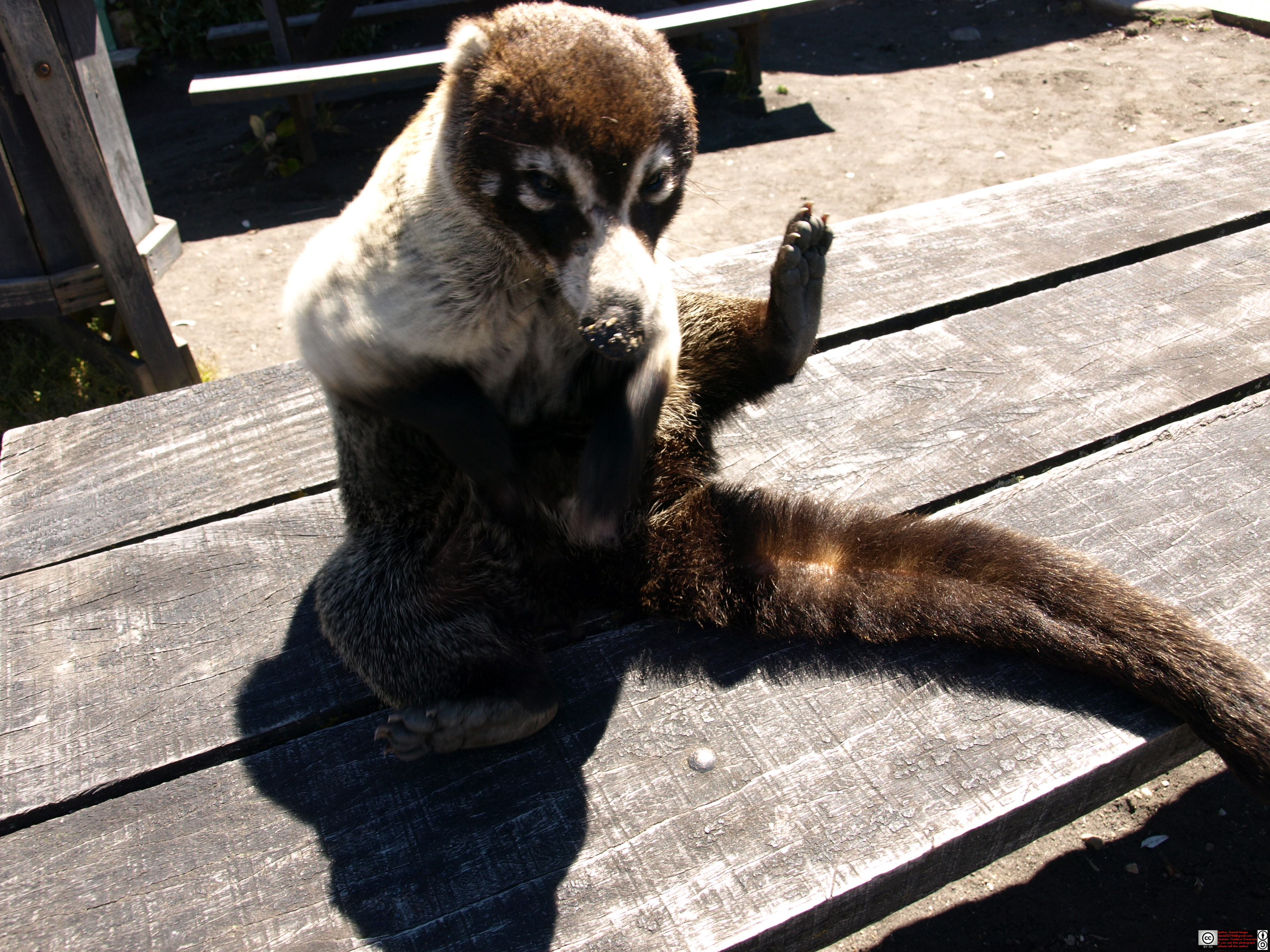
Coati in Costa Rica
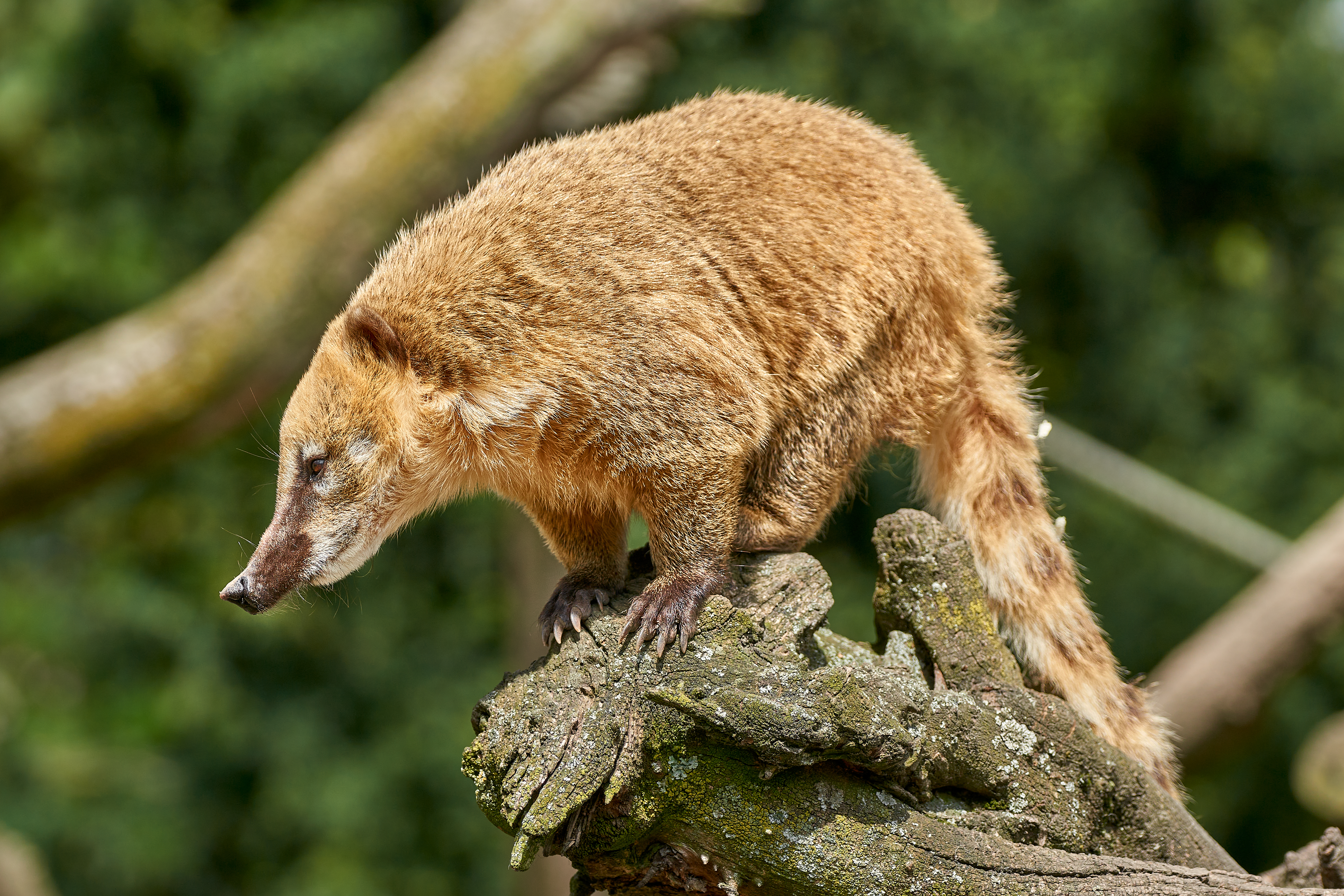
Nasenbär im Zoo Duisburg